# Хурме, Кирсти
Кирсти Хурме (фин. Kirsti Kaarina Hurme; 22 июля 1916, Або, Великое княжество Финляндское, Российская империя — 3 августа 1988, Хельсинки, Финляндия) — финская актриса
 и певица. Звезда финского кино 1940-х годов.

## Биография
Родилась в Варсинайс-Суоми в многодетной семье актёра и режиссёра любительского театра. Начала свою карьеру в Городском театре Турку в качестве ассистентки и танцовщицы.
Играла эпизодические роли.
Была замечена публикой в оперетте «Содом и Гоморра», в котором сыграла вместе с Эммой Вяанянен, после чего была нанята в качестве постоянной актрисы в Городской театр (Турку).
После Советско-финской войны (1941—1944) перешла из Городского театра на студию «Суоми-Фильм», где снялась в нескольких фильмах в 1940-х годах. Выступала певицей в ресторанах и кабаре.
Амплуа — роковая женщина. За творческую карьеру с 1937 по 1956 год снялась в 17 фильмах.

## Избранная фильмография
- Tukkijoella, 1937
- Vihtori ja Klaara, 1939
- Suomi-Filmis soldatsketch 3: Två kumpaner Kille och Kalle, 1940
- Drömmen på fäbodvallen, 1940
- Timmerkungens son, 1940
- Poikani pääkonsuli, 1940
- Hälsingar, 1940
- Antreas ja syntinen Jolanda, 1941
- Ryhmy ja Romppainen, 1941
- Keinumorsian, 1943
- Jees ja just, 1943
- Tositarkoituksella, 1943
- Nuoruus sumussa, 1946
- Gårdarnas folk, 1946
- Pontevat pommaripojat, 1948
- Kanavan laidalla, 1949
- Yhteinen vaimomme, 1956
- Det gick mig i blodet, 1956